# Ротуэлл, Уолтер Генри
Уо́лтер Ге́нри Ро́туэлл (англ. Walter Henry Rothwell; 22 сентября 1872, Лондон, Великобритания — 13 марта 1927, Санта Моника, США) — английский дирижёр, первый музыкальный руководитель филармонии Лос-Анджелеса. 
Он родился в Лондоне в семье англичанина и подданной Австрии. После первоначального обучения под руководством матери, он брал уроки игры на фортепиано у Фридриха Вика, и в возрасте девяти лет поступил в Королевскую академию музыки в Вене. По окончании Академии Ротуэлл продолжил стажироваться в игре на фортепиано и изучении композиции, а затем был принят на должность репетитора в Придворную оперу Вены, где на него обратил внимание импресарио Pollini. Pollini пригласил Ротуэлла в Гамбург, ассистировать дирижёру Густаву Малеру. 
После двухлетней стажировки у Малера Ротуэлл покинул Гамбург для участия в оперных спектаклях во многих европейских городах в качестве директора Королевской оперы Амстердама. В 1904 году он отправился в продолжительное турне по США, организованное компанией Генри У. Савейджа в рамках концертной программы, включающей произведения Вагнера. Выступления оказались настолько успешными, что впоследствии Ротуэлл предпринял аналогичный тур, дирижируя оркестром в опере Мадам Баттерфляй Пуччини. В конечном итоге, он женился на Элизабет Вольф, певице-сопрано, исполнявшей главную роль в гастрольных спектаклях. 
Ротуэлл вернулся в Европу в надежде получить место дирижёра в Оперном театре Франкфурта, но вскоре, отдавая предпочтение симфоническому дирижированию, возглавил Симфонический оркестр Сент-Пола. Он руководил этим оркестром в течение семи лет, однако, вследствие финансовых проблем, вызванных вступлением Соединенных Штатов в Первую мировую войну, коллектив распался. Ротуэлл переехал в Нью-Йорк, где сосредоточился на преподавательской деятельности и выступлениях в качестве приглашённого дирижёра. 
Летом 1919 года по приглашению основателя Филармонии Лос-Анджелеса, Уильяма Эндрюса Кларка Мл., Ротуэлл стал её первым музыкальным руководителем, выбранным после того, как от этого предложения отказался Сергей Рахманинов. Ротуэлл занимал эту должность вплоть до своей кончины 13 марта 1927 года. Он умер от сердечного приступа во время поездки на пляж Санта-Моники, где любил изучать партитуры.